# Marcilly (Sena i Marne)
Marcilly és un municipi francès, situat al departament de Sena i Marne i a la regió de Illa de França. L'any 2007 tenia 397 habitants.
Forma part del cantó de La Ferté-sous-Jouarre, del districte de Meaux i de la Comunitat de comunes del Pays de l'Ourcq.

## Demografia

### Població
El 2007 la població de fet de Marcilly era de 397 persones. Hi havia 157 famílies, de les quals 37 eren unipersonals (22 homes vivint sols i 15 dones vivint soles), 45 parelles sense fills, 60 parelles amb fills i 15 famílies monoparentals amb fills.
La població ha evolucionat segons el següent gràfic:
Habitants censats

### Habitatges
El 2007 hi havia 162 habitatges, 155 eren l'habitatge principal de la família, 1 era una segona residència i 7 estaven desocupats. 134 eren cases i 28 eren apartaments. Dels 155 habitatges principals, 99 estaven ocupats pels seus propietaris, 53 estaven llogats i ocupats pels llogaters i 2 estaven cedits a títol gratuït; 1 tenia una cambra, 19 en tenien dues, 23 en tenien tres, 37 en tenien quatre i 74 en tenien cinc o més. 135 habitatges disposaven pel capbaix d'una plaça de pàrquing. A 67 habitatges hi havia un automòbil i a 81 n'hi havia dos o més.

### Piràmide de població
La piràmide de població per edats i sexe el 2009 era:
| Homes | Edats   | Dones |
| ----- | ------- | ----- |
| 0     | 95 o +  | 0     |
| 0     | 90 a 94 | 0     |
| 4     | 85 a 89 | 4     |
| 0     | 80 a 84 | 8     |
| 8     | 75 a 79 | 8     |
| 4     | 70 a 74 | 12    |
| 8     | 65 a 69 | 0     |
| 4     | 60 a 64 | 4     |
| 12    | 55 a 59 | 16    |
| 28    | 50 a 54 | 12    |
| 8     | 45 a 49 | 36    |
| 12    | 40 a 44 | 12    |
| 8     | 35 a 39 | 12    |
| 8     | 30 a 34 | 4     |
| 12    | 25 a 29 | 16    |
| 4     | 20 a 24 | 4     |
| 12    | 15 a 19 | 24    |
| 24    | 10 a 14 | 8     |
| 12    | 5 a 9   | 0     |
| 12    | 0 a 4   | 8     |

## Economia
El 2007 la població en edat de treballar era de 271 persones, 208 eren actives i 63 eren inactives. De les 208 persones actives 193 estaven ocupades (97 homes i 96 dones) i 14 estaven aturades (6 homes i 8 dones). De les 63 persones inactives 24 estaven jubilades, 22 estaven estudiant i 17 estaven classificades com a «altres inactius».

### Ingressos
El 2009 a Marcilly hi havia 166 unitats fiscals que integraven 431 persones, la mediana anual d'ingressos fiscals per persona era de 22.595 €.

### Activitats econòmiques
Dels 5 establiments que hi havia el 2007, 1 era d'una empresa de construcció, 1 d'una empresa de comerç i reparació d'automòbils, 1 d'una empresa de transport, 1 d'una empresa de serveis i 1 d'una empresa classificada com a «altres activitats de serveis».
L'únic servei als particulars que hi havia el 2009 era un paleta.

## Equipaments sanitaris i escolars
El 2009 hi havia una escola elemental integrada dins d'un grup escolar amb les comunes properes formant una escola dispersa.

## Poblacions més properes
El següent diagrama mostra les poblacions més properes.